# 宮田雅之
宮田 雅之（みやた まさゆき、1926年10月30日 - 1997年1月5日）は、東京都出身の切り絵画家。本名は徳永雅一（旧姓・桑田雅一）。文豪谷崎潤一郎に見出され、谷崎文学の挿絵画家としてスタートし、「刀勢画」という独創の世界を確立。日本人初の国連公式認定画家に選任される。

## 概要
1枚の紙を1本の刀（とう）で切り出していく宮田独特の刀勢画は、研ぎ澄まされた感性の上に躍動する刀の勢いが、時には大胆・鋭利に、時には繊細・優美な線を織りなし、その完成度において、それまでの「切り絵」の概念を一変させた。
谷崎潤一郎の指名でその著作「雪後庵夜話」の挿絵を手掛けたのが、挿絵画家としてのデビューのきっかけとなった。
NHK大河ドラマ「花の乱」のタイトル画と題字を担当し、37話連続で毎週登場する華麗な新作切り絵が話題を呼んだ。
切り絵はもともと中国で考案され発展した芸術であるが、上海図書館内に「刀勢画・宮田雅之芸術記念庁」、中国美術学院内に「宮田雅之刀勢画研究室」が開設されるなど、宮田作品はその本家中国において第一人者として高く評価されている。なお、「刀勢画・宮田雅之芸術記念庁」には代表作100余点と画集や装丁本、愛用の刀や思い出の品々が展示されている。
また、海外での評価もすこぶる高く、その作品は国連、ホワイトハウス、バチカン美術館、中国国家迎賓館釣魚台など各国の主要施設に収蔵されている。
特にブラジルにおいては、日伯移民70周年記念特別企画としてカイゼル大統領の招待を受け、世界的な美術鑑定家P.M. BARUDI博士の支援のもと、州立サンパウロ美術館をはじめ各地の美術館を巡り6ヶ月の長期に及ぶ個展を開催。「宮田雅之切り絵の世界・日本」は日系人の郷愁にふれる大きな反響を得た。

## 来歴
- 1926年に東京赤坂に生まれる。
- 1954年にチャールズ･E･タトル出版社にブックデザイナーとして入社
- 1960年に全米ブックジャケットコンテストに入賞
- 1963年に谷崎潤一郎に見出され谷崎作品の挿絵を担当。その後、多くの著名作家の小説の挿絵を手がける。
- 1972年に講談社出版文化賞（挿絵部門）を受賞。
- 1973～75年にハワイ、ギリシャ、ブラジルで個展を開催。
- 1981年に20世紀4人目の日本人画家として、バチカン美術館に切り絵｢日本のピエタ｣収蔵。ローマ法王ヨハネ・パウロ2世に謁見、｢赤富士｣を献上。
- 1984年に谷崎潤一郎生誕100年記念個展｢源氏物語｣を開催。
- 1986年にドイツ・グーテンベルク美術館に｢富嶽図｣収蔵。画歴30周年・芭蕉紀行300年記念個展｢おくのほそ道｣を開催。
- 1988年に鑑真和上生誕1,300年を記念して、奈良・唐招提寺に｢鑑真和上像｣を献納。画集刊行記念展｢わらべの詩｣を開催。
- 1989年に画集刊行記念展｢わらべの詩｣を開催。画集刊行記念展｢万葉恋歌｣を開催。
- 1990年にエスパス・ピエール・カルダン（パリ）で個展｢The World of Masayuki Miyata｣を開催。
- 1991年にパリ・ビェンナーレ100年展に代表作6点を特別出品。
- 1992年に米・ホワイトハウスに｢桜花図｣収蔵。画歴35周年記念個展｢宮田雅之切り絵の世界｣を開催。
- 1994年にNHK大河ドラマ｢花の乱｣のタイトル画を担当。NHK出版より画集｢花の乱｣を出版。
- 1995年に国連創設50周年を記念して、日本人初の国連公式認定画家に選任され、代表作｢赤富士｣が国連アートコレクション限定版画と切手プログラムとして世界184ヶ国に紹介される。
- 1996年に北京中央工芸美術学院（現・清華大学）、上海大学、上海師範大学客員教授に就任。上海において日中国交正常化25周年記念｢宮田雅之芸術展｣を開催。
- 1997年1月5日、上海からの帰国の途中、機内において急性脳梗塞に見舞われ70歳の生涯を終える。
- 同年5月より全国主要都市に於いて、宮田雅之回顧展｢史記・水滸伝・唐代伝奇・三国志｣を開催。
- 1998年に滝沢馬琴没150年を記念して国内6都市で｢八犬伝｣展を開催 総数360点の挿絵を一挙公開。
- 1999年に中華人民共和国建国50周年を迎えて上海図書館内に｢刀勢画・宮田雅之芸術記念庁｣を開設。
- 2003年に北京・故宮博物院にて日中平和友好条約締結25周年記念｢刀勢画・宮田雅之芸術展｣を開催。
- 2005年に北京・国家迎賓館｢釣魚台｣に代表作｢富嶽松風｣収蔵。
- 2006年に浙江省杭州の中国美術学院に｢宮田雅之刀勢画研究室｣を開設。

## 主要作品（主要画集）
- 『奥の細道』（中央公論社1987）
- 『源氏物語』（学習研究社1987）
- 『わらべの詩』（学習研究社1987）
- 『花歳時』（学習研究社1987）
- 『万葉恋歌』（中央公論社1988）
- 『裸婦』（河出書房1988）
- 『竹取物語』（ギャルリー江夏1993）
- 『花の乱』（ＮＨＫ出版1994）
- 『美人画集/黒髪』（講談社1995）
- 『八犬伝』
- 『史記』
- 『三国志』
- 『水滸伝』

## 主要作品（単一作品）
- 『赤富士』（国連協会世界連盟認定作品）
- 『日本のピエタ』（バチカン美術館収蔵）
- 『日本のピエタ第二作』（ローマ法王庁大使館収蔵）
- 『桜花図』（ホワイトハウス収蔵）
- 『富嶽松風』（北京の国家迎賓館・釣魚台収蔵）
- 『鑑真和上像』（唐招提寺献納）
- 『聖徳太子像/四天王像』（四天王寺宝物館収蔵）